# Myrvattssjön
Myrvattssjön är en sjö i Örnsköldsviks kommun i Ångermanland och ingår i Husåns huvudavrinningsområde. Sjön är 20 meter djup, har en yta på 0,141 kvadratkilometer och befinner sig 178,1 meter över havet. Sjön avvattnas av vattendraget Myrvattsbäcken.

## Delavrinningsområde
Myrvattssjön ingår i det delavrinningsområde (705958-165800) som SMHI kallar för Utloppet av Myrvattssjön. Medelhöjden är 230 meter över havet och ytan är 1,66 kvadratkilometer. Räknas de 3 avrinningsområdena uppströms in blir den ackumulerade arean 4,43 kvadratkilometer. Myrvattsbäcken som avvattnar avrinningsområdet har biflödesordning 3, vilket innebär att vattnet flödar genom totalt 3 vattendrag innan det når havet efter 40 kilometer. Avrinningsområdet består mestadels av skog (78 procent). Avrinningsområdet har 0,13 kvadratkilometer vattenytor vilket ger det en sjöprocent på 7,8 procent.